# Pedrógão Grande
Pedrógão Grande là một huyện thuộc tỉnh Leiria, Bồ Đào Nha. Huyện này có diện tích 129 km², dân số thời điểm năm 2001 là 4398 người.